# Kirche Braunhausen

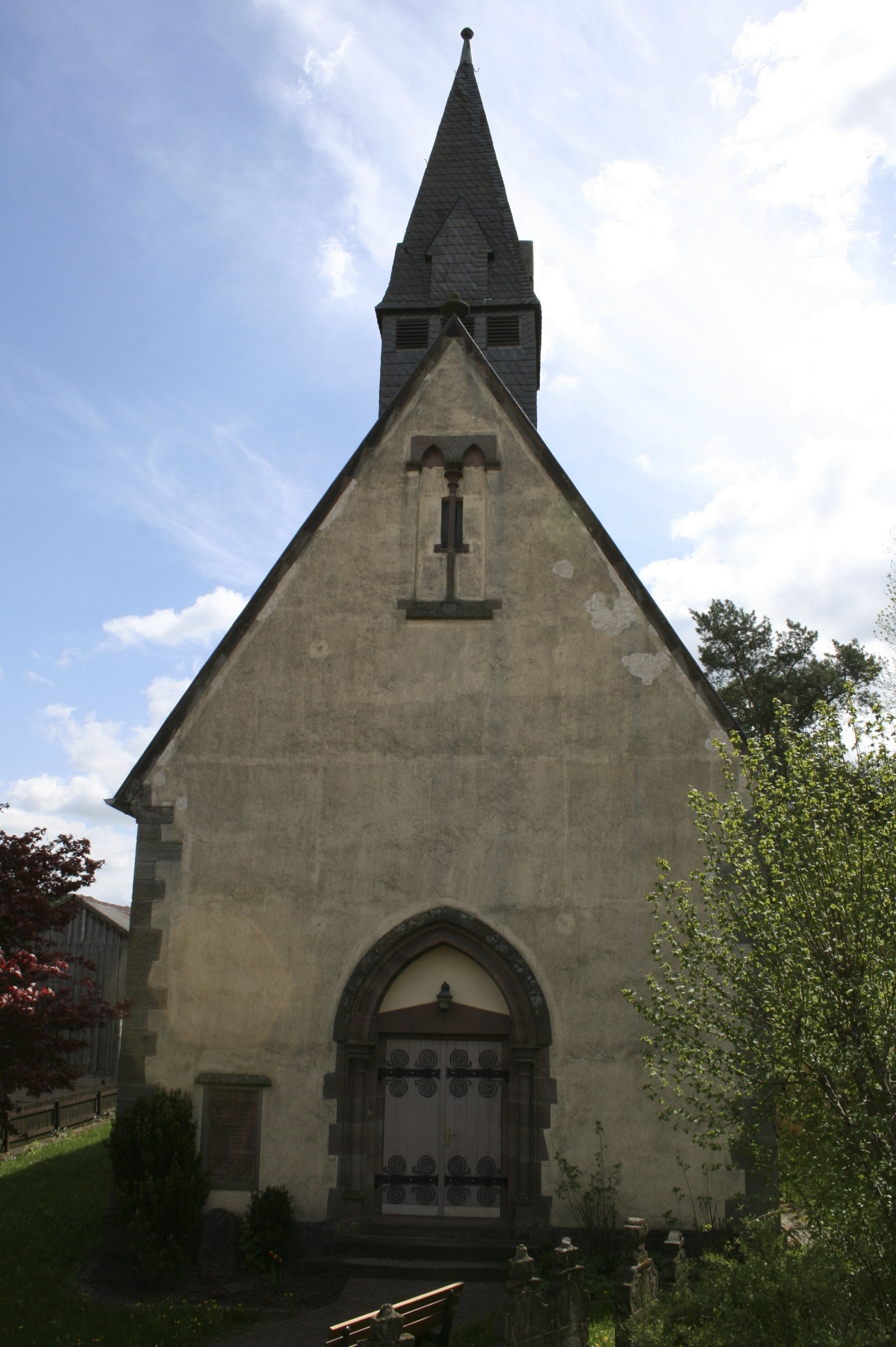
Kirche Braunhausen

Die Kirche Braunhausen steht in Braunhausen, einem Ortsteil der Stadt Bebra im Landkreis Hersfeld-Rotenburg von Hessen. Die Kirchengemeinde gehört zum Kirchenkreis Hersfeld-Rotenburg im Sprengel Hanau-Hersfeld der Evangelischen Kirche von Kurhessen-Waldeck.

## Beschreibung
Die ursprünglich um 1565 errichtete Kirche wurde gegen Ende des 19. Jahrhunderts baufällig. Deshalb wurde im April 1899 der Neubau einer neugotischen Saalkirche nach Plänen des Kreisbauinspektors Baurat Siefer beschlossen. Der Bau begann im Sommer 1903 und wurde ein Jahr später beendet. Die Einweihung wurde am 21. Mai 1905 gefeiert. An das Kirchenschiff schließt sich ein niedriger, rechteckiger Chor an. Seine Fenster hat Alexander Linnemann gestaltet. Das linke Fenster zeigt Johannes den Evangelisten, das rechte Jesus als guten Hirten. Der Innenraum des Chors wird geprägt durch den Schriftzug Jesus Christus gestern und heute, und derselbe auch in Ewigkeit. Aus dem Satteldach erhebt sich ein quadratischer, schiefergedeckter Dachreiter, in dessen Glockenstuhl 3 Kirchenglocken hängen. In den 1960er Jahren wurde die Orgel modernisiert, die teilweise noch aus der Vorgängerkirche stammte. 